# Santa Maria "Regina Mundi" a Torre Spaccata (titolo cardinalizio)
Santa Maria Regina Mundi a Torre Spaccata (in latino: Titulus Sanctae Mariae Reginae Mundi in loco “Torre Spaccata”) è un titolo cardinalizio istituito da papa Giovanni Paolo II nel concistoro del 28 giugno 1988. Il titolo insiste sulla chiesa di Santa Maria Regina Mundi, sita nel quartiere Don Bosco e sede parrocchiale istituita il 30 novembre 1961.
Dal 22 febbraio 2014 il titolare è il cardinale Orlando Beltran Quevedo, arcivescovo emerito di Cotabato.

## Titolari
- Simon Ignatius Pimenta (28 giugno 1988 - 19 luglio 2013 deceduto)
- Orlando Beltran Quevedo, dal 22 febbraio 2014